# Teatro Arriaga

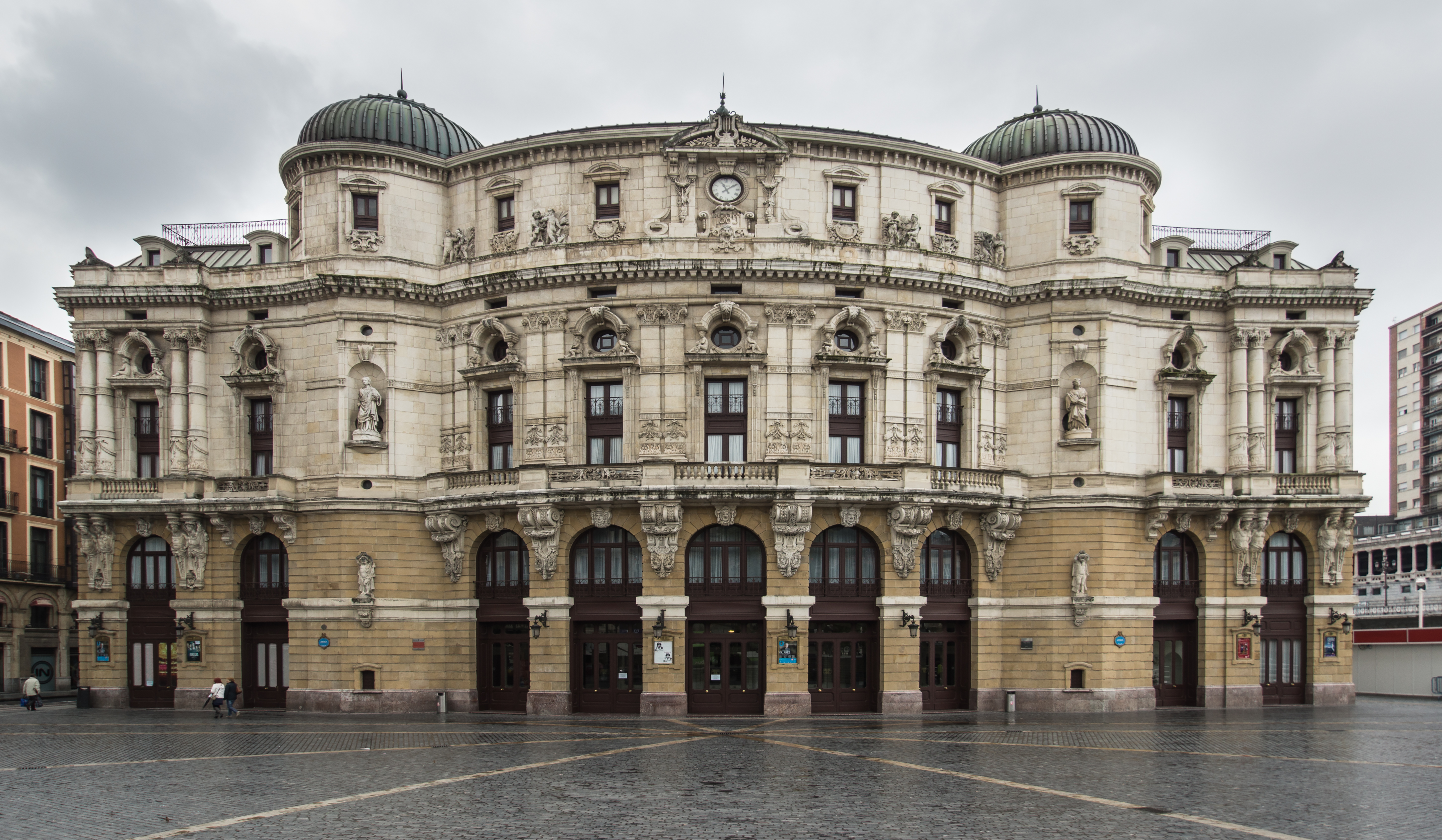
Fassade

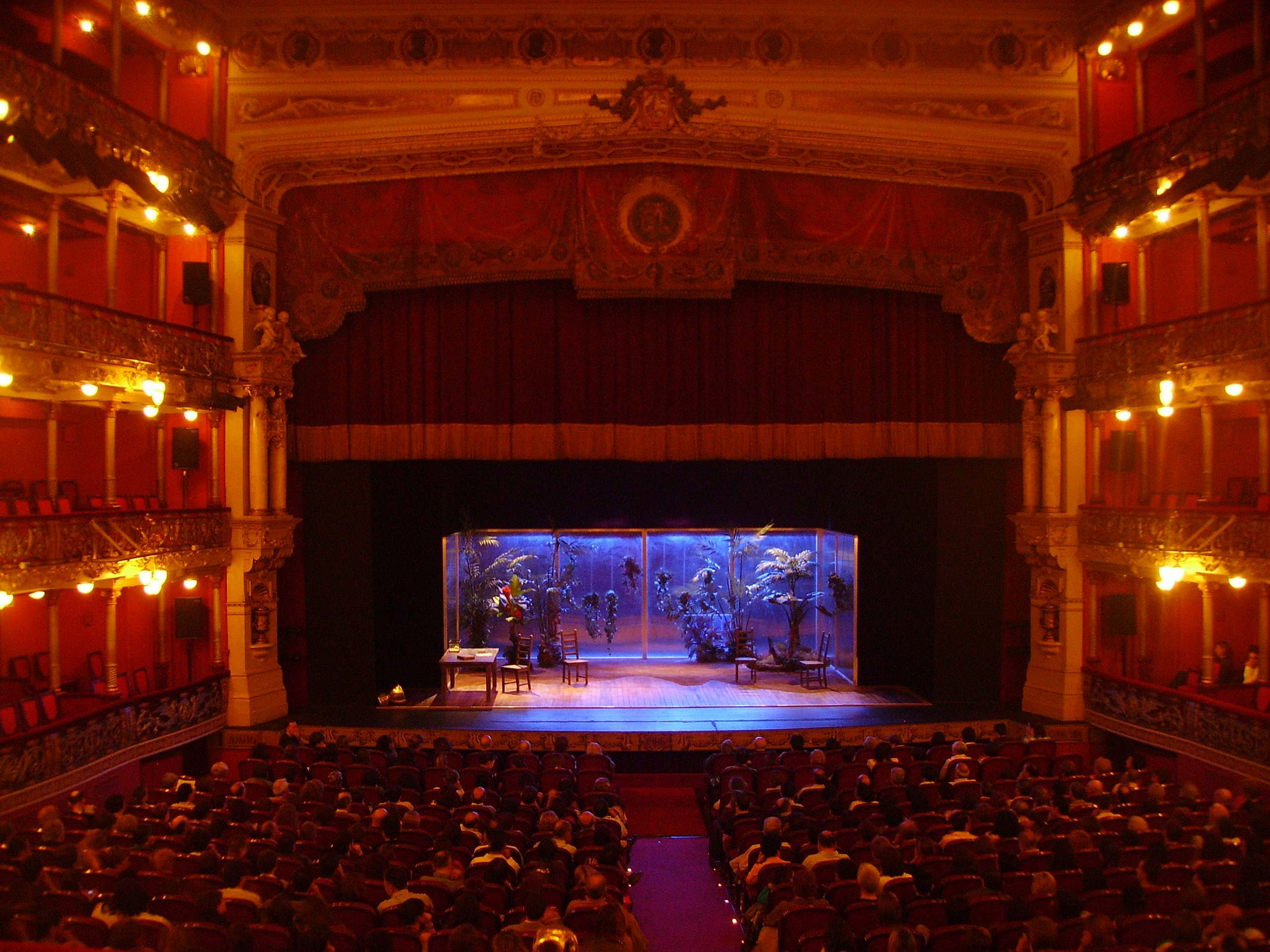
Zuschauerraum

Das Arriaga-Theater ist ein Theater in Bilbao, der Hauptstadt der Provinz Bizkaia, in der Autonomen Gemeinschaft Baskenland (Spanien). Es handelt sich um ein neobarockes Gebäude aus dem späten 19. Jahrhundert, das von dem Architekten Joaquín de Rucoba entworfen wurde und dem Komponisten Juan Crisóstomo de Arriaga aus Bilbao gewidmet ist, der als „spanischer Mozart“ bezeichnet wurde. Es wurde am 31. Mai 1890 eingeweiht.
Es ist eines der wichtigsten Theater in Bilbao und auch eines der bemerkenswertesten Gebäude der Stadt. Es hat verschiedene Schicksalsschläge erlitten, die zum Wiederaufbau und zur Renovierung zwangen, vom Brand 1914 bis zu den Überschwemmungen von 1983.

## Geschichte

### Erstes Gebäude
Im Jahr 1834 wurde das so genannte „Teatro de la Villa“ auf demselben Grundstück eingeweiht, auf dem sich heute das Arriaga-Theater befindet, das an eine Gruppe von Investoren abgetreten wurde, die sich zu dessen kommerzieller Nutzung zusammenschlossen. Später ging die Konzession an Luciano Urízar Echevarría über, und mit diesem Geschäftsmann erreichte das Theater eine Blütezeit.

### Neues Gebäude

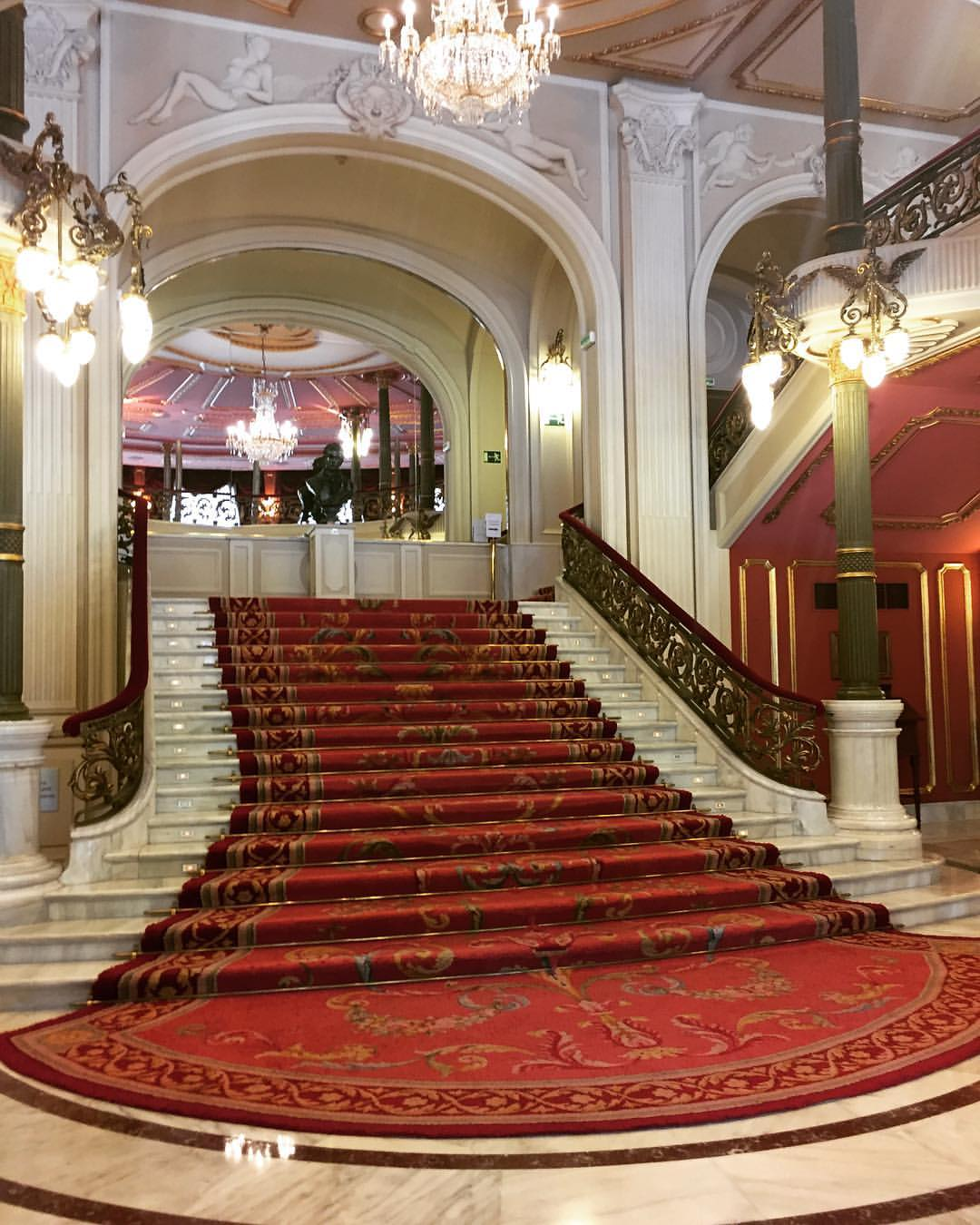
Das Innere des Arriaga-Theaters

Im Jahr 1883 wurde beschlossen, es durch ein moderneres und geräumigeres Gebäude zu ersetzen, da es für die gewachsene Stadt Bilbao zu klein geworden war. Auch war das alte Theater in den Karlistenkriegen, in denen Bilbao zweimal belagert wurde, beschädigt worden.
Drei Jahre später, im Jahr 1886, wurde mit dem Abriss des Theaters begonnen, um ein neues Gebäude mit einer Kapazität von 1.500 Plätzen zu errichten, in dem das Erdgeschoss für kommerzielle Einrichtungen genutzt werden konnte. Das Projekt wurde dem Architekten Joaquín Rucoba y Octavio de Toledo anvertraut, der das Gebäude neu ausrichtete und die benachbarten Docks vergrößerte, sodass das neue Gebäude die Bedenken einiger Nachbarn ausräumen konnte, die befürchteten, dass das neue Gebäude die Arbeiten an den Docks und die Belüftung der Bidebarrieta-Straße behindern würde.
Nach vier Jahren Bauzeit wurde das neue Theater am 31. Mai 1890 eingeweiht und erhielt seinen Namen von dem Platz, auf dem es sich befindet: dem Platz von Juan Crisóstomo de Arriaga, einem Komponisten aus Bilbao. Aufgeführt wurde die Oper La Gioconda von Amilcare Ponchielli.
Die Kultureinrichtung kostete eine Million Peseten und war mit der modernsten Technik der damaligen Zeit ausgestattet, einschließlich elektrischer Beleuchtung und der Möglichkeit, die musikalischen Darbietungen gegen eine Gebühr von 15 Peseten pro Aufführung von zu Hause aus per Telefon zu verfolgen. Diese technologischen Fortschritte wurden mit einem Gebäude kombiniert, das in seiner Architektur und Dekoration eher klassizistisch ist und französische Einflüsse aufweist. Sein Äußeres war mit großzügigen Karyatidenbüsten geschmückt, was die Einheimischen dazu veranlasste, dem Theater den Spitznamen „Kreißsaal“ zu geben.
Im Jahr 1891 fanden im Erdgeschoss des Gebäudes die ersten Sitzungen der Börse von Bilbao statt. Im Jahr 1901 war das Theater Schauplatz der Lore Jokoak, an denen Miguel de Unamuno teilnahm.

### Brand im Jahr 1914
Am 22. Dezember 1914 zerstörte ein Brand das Gebäude, während die Zarzuela-Truppe von Salvador Videgain García dort auftrat. Mit dem Wiederaufbau wurde der Architekt Federico de Ugalde betraut, der das ursprüngliche Projekt überarbeitete, um es größer und sicherer zu machen.
Fünf Jahre später, am 5. Juni 1919, wurden die neuen Einrichtungen zum ersten Mal eröffnet. Für diesen Anlass wurde die Oper Don Carlos von Giuseppe Verdi ausgewählt und von der Truppe von Ercole Casali aufgeführt.

### Erstklassiges Theater... und der Niedergang
Das Arriaga galt als erstklassiges Theater, und sein Ensemble gehörte zu den besten der damaligen Zeit. Der Spanische Bürgerkrieg unterbrach die Aufführungen, die wieder aufgenommen wurden, sobald die Normalität zurückkehrte und auch die Madrider Theater wieder geöffnet wurden.
Im Jahr 1924 ging die Leitung des Arriaga-Theaters in die Hände der Familie Diestro über, die es an die Sociedad Anónima Nuevo Teatro de Bilbao verpachtete. Die Familie Diestro leitete das Theater bis 1963, als die Gesellschaft Espectáculos Trueba die Leitung des Theaters übernahm. Sie war bis 1978 für den Betrieb verantwortlich, als die Sociedad Anónima Nuevo Teatro de Bilbao sich auflöste und das Anwesen in die Hände der Stadtverwaltung von Bilbao überging. Die Theatertätigkeit war stark zurückgegangen, und die Filmvorführung war die Haupttätigkeit, der sich das Theater widmete. Der schreckliche Zustand des Gebäudes veranlasste die Stadtverwaltung von Bilbao, es für die Öffentlichkeit zu schließen. Im Jahr 1980 begannen die Reparatur- und Restaurierungsarbeiten.

### Überschwemmungen im Jahr 1983
Am 26. August 1983 überschwemmten sintflutartige Regenfälle Bilbao; das Wasser erreichte den ersten Stock des Arriaga und verursachte große Schäden.
Die Restaurierungsarbeiten wurden fortgesetzt, indem das gewerbliche Erdgeschoss, das vom Wasser weggespült worden war, geräumt und ein Teil des Innenraums der Anlagen durch den Bau einer doppelseitigen Kaisertreppe und die Umgestaltung des Hauptsaals verändert wurde. Das Projekt wurde von dem Architekten Francisco Hurtado de Saracho aus Bilbao entworfen.
Am 5. Dezember 1986 wurde das Theater wiedereröffnet und von einer am 3. Oktober desselben Jahres gegründeten Aktiengesellschaft mit öffentlichem Kapital verwaltet.

### Heutzutage
Heute wird das Arriaga hauptsächlich für Theater, Musicals, Tanz, Konzerte, Zarzuela u. Ä. genutzt, während im modernen Palacio Euskalduna Aufführungen von größerem Umfang und technischer Komplexität, Opern usw. stattfinden.

## Das Gebäude

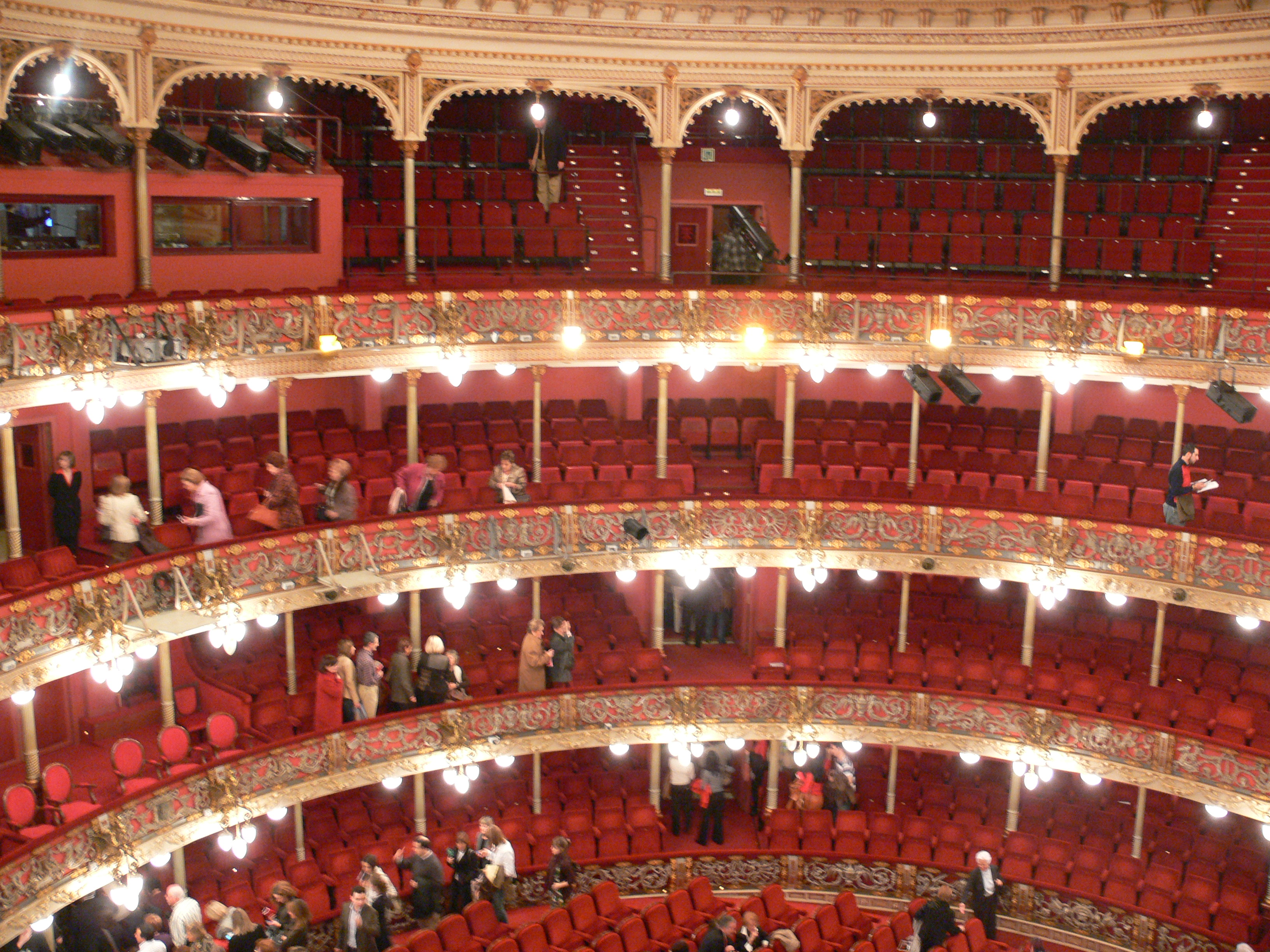
Arriaga-Theater Auditorium.

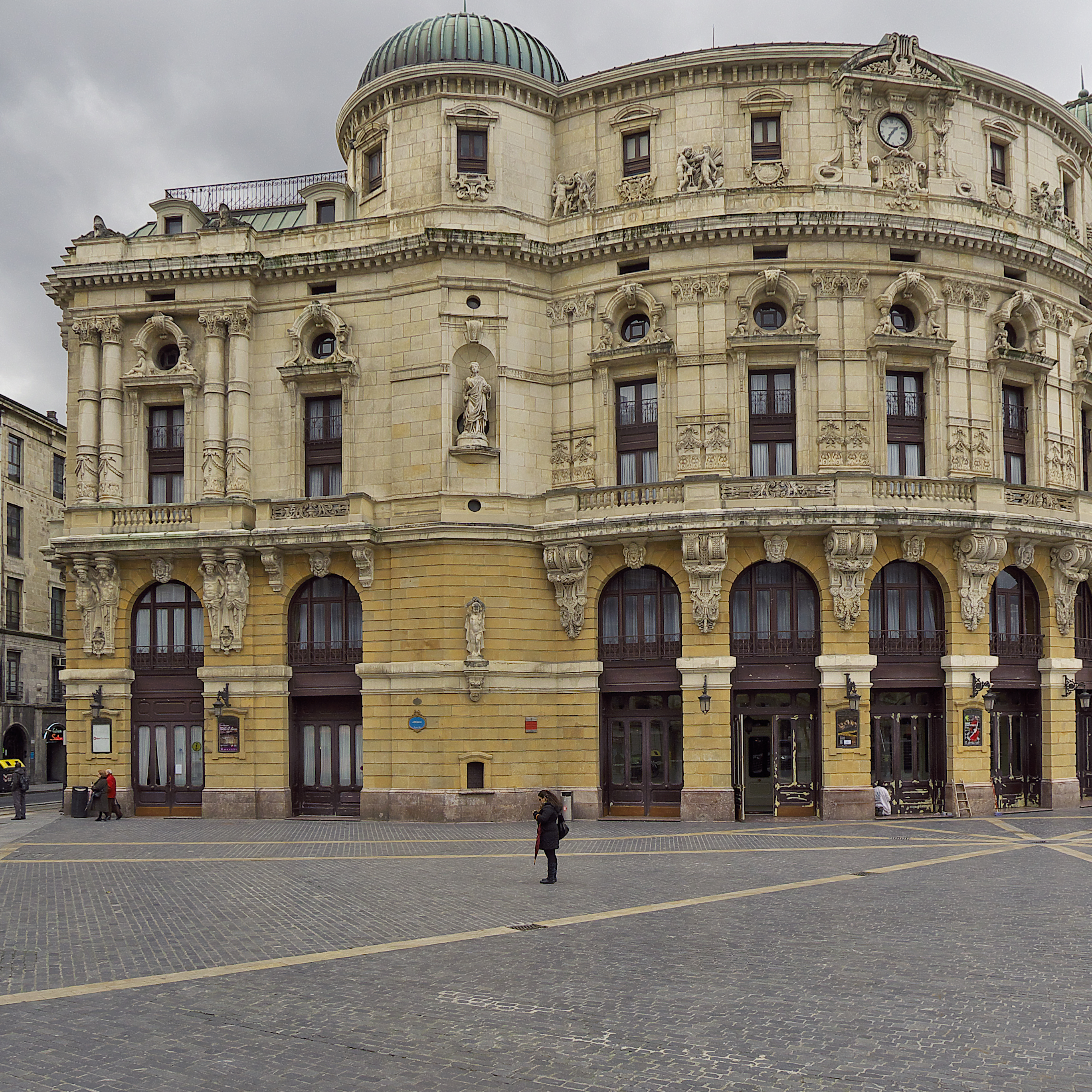
Joaquín Rucoba (1890).

Es handelt sich um ein freistehendes Gebäude mit trapezförmigem Grundriss und Aufrissen mit einem gepolsterten Grundkörper, einem riesigen Hauptkörper mit rechteckigen Öffnungen und reich verzierten Oculi sowie einem dritten Körper, der durch ein durchgehendes Gesims vom vorherigen getrennt ist.
Der zentrale Teil der Hauptfassade hat eine konvexe Form mit einem durchgehenden Balkon auf reich verzierten Kragsteinen und einem bekrönenden Körper mit reichem Skulpturenschmuck und einem großen geschwungenen Giebel mit einer Leier in der Mitte, unter dem sich die Uhr befindet. Dieser Mittelteil wird von turmartigen Körpern und zwei weiteren abgeschrägten Seitenkörpern von geringerer Höhe flankiert. An letzterem sowie an den Seiten- und Rückfassaden werden die Balkone des Hauptgeschosses von Kragsteinen in Form von Atlantern oder Titanen getragen. Es heißt, dass diese Skulpturen aus Frankreich importiert wurden, wo sie mit Hilfe von Gussformen in Massenproduktion hergestellt wurden. Sie sind aus Beton gefertigt und imitieren Stein.
Das Dach des zentralen Teils des Gebäudes ist doppelt geneigt, sowohl an der Vorderseite, wo es von einer kleinen Kuppel gekrönt wird, als auch im rechteckigen Körper der Eingangshälfte des Gebäudes. Es hat Kuppeln auf den Seitentürmen und ein schräges Dach mit Mansarden um das ganze Gebäude herum.
Für Autoritäten gibt es eine Loge mit einer vom Orient-Express inspirierten Dekoration, die zu besonderen Anlässen geöffnet wird. Es gibt auch zwei Logen mit separaten Eingängen und ohne jegliche Dekoration, die für Witwen gebaut wurden, die damals Diskretion verlangten.

## Technische Merkmale
Das Arriaga-Theater verfügt über die folgenden technischen Merkmale:

### Bühne
Die Bühne befindet sich im zweiten Stock des Gebäudes und ist über einen Lastenaufzug von der Rückseite her zugänglich. Der Holzboden ist durch eine 86 Zentimeter hohe Falltür in 5 Metern Entfernung vom Eingang zugänglich. Sie hat keine Neigung.
Breiten
- Bühnenportal: 12,45 m.
- Rechte Flügel: 0,35 m.
- Linke Flügel: 0,4 m.
- Gesamtbreite: 22 m.
- Orchestergrube: 12,85 m.
- Bühnengraben: 12 m.

Kulissen
- Ab Vorhanglinie: 11,5 m.
- Linke Flügel: 12 m.
- Rechte Flügel: 12 m.
- Orchestergrube: 3 m.
- Bühnengraben: 3 m.

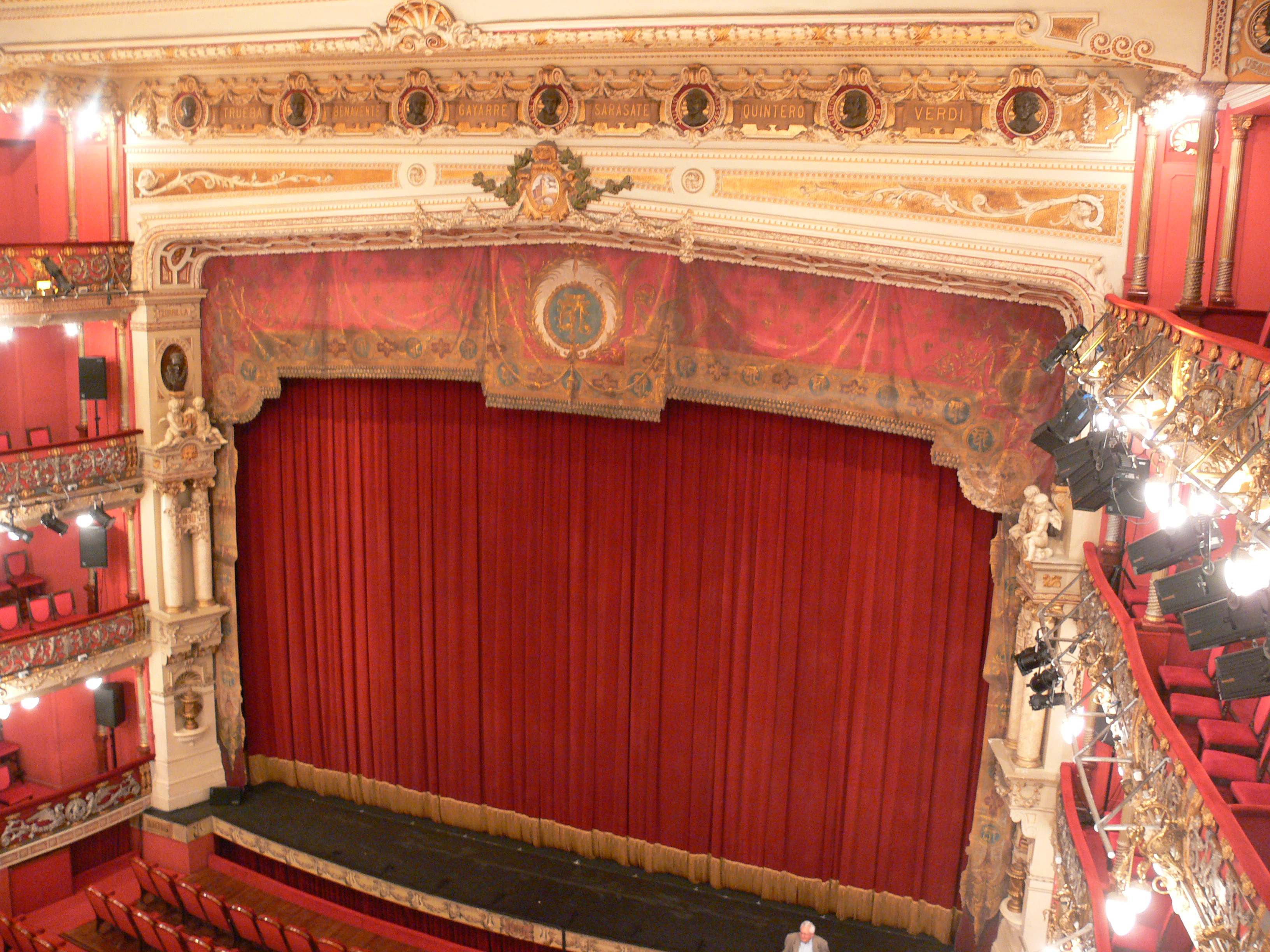
Bühne des Arriaga Theaters.

- Abstand vom Vorhang bis zum Graben: 1,8 m.

Höhen
- Bühnenportal: 7,15 m.
- Von der Bühne bis zum Bühnenraster: 17,85 m. Davon sind 16,70 m nutzbar.
- Vom Bühnenraster bis zur Decke: 50 cm bis 5 m.
- Höhe der Bühne über dem Parkett: 80 cm
- Linke Flügel: 8,65 m.
- Rechte Flügel: 8,65 m.
- Hinterbühne: 5 m × 10 m × 14 m.

Bühnenmaschinerie
Das Bühnenraster besteht aus 48 Stäben, die bis zu 450 kg tragen können. Im Vordergrund und im hinteren Teil der Bühne befinden sich zwei motorisierte Stangen. Die Technik wird durch 6 mobile Punktmotoren für 500 kg mit variabler Geschwindigkeit ergänzt.

### Orchestergraben und Bühnenportal
Der Orchestergraben hat eine Kapazität von 60 Musikern und ist auf einer 12,85 m breiten und 2,47 m tiefen Hebebühne aufgebaut. Das Podium kann in drei verschiedenen Höhen angebracht werden: auf der Höhe der Bühne, auf der Höhe des Parkettbodens und unterhalb des Parkettbodens, wo es den Orchestergraben bildet.
Wenn dieser Raum nicht als Orchestergraben oder Bühne benötigt wird, wird er in der Regel von den Reihen 1 und 2 des Parketts eingenommen.
Das Portal ist mit einem roten Guillotine-Vorhang und einem roten Vorhang amerikanischer Art bedeckt. Es gibt zwei schwarze Schnürböden mit einem Fassungsvermögen zwischen 12 und 11 Metern. Außerdem gibt es einen Feuervorhang.

## Zugang
Das Arriaga-Theater ist gut mit der Straßenbahn Bilbao (Haltestelle Arriaga), der Metro Bilbao (Haltestelle Abando der Linien 1 und 2 oder Haltestelle Zazpikaleak/Casco Viejo der Linien 1, 2 und 3), Cercanías Bilbao (Haltestelle Abando Indalecio Prieto der Linien C-1, C-2 und C-3) und FEVE (Ferrocarriles de Vía Estrecha) (Haltestelle Bilbao-Concordia der Linien B-1, R-3, R-3b und T-1) verbunden.